# Registrované partnerství
Registrované partnerství je úředně nebo jinak zaznamenané partnerství. Od 90. let 20. století se sousloví v češtině užívá jako ustálený termín pro označení úředně uzavřeného svazku dvou spolužijících osob podobného manželství, s účinností od roku 2006 je takto oficiálně nazván veřejnoprávně institucionalizovaný svazek dvojic stejného pohlaví podle českého práva, které tento institut klade na roveň obdobným institutům v dalších zemích. Při schvalování byl tento zákon všeobecně považován za krok vyhovující potřebám homosexuálně orientovaných osob a označován předkladateli též jako krok k jejich zrovnoprávnění, odpůrci zákona naopak za ohrožení konzervativních hodnot, zejména tradiční rodiny.
Použité slovo partner se do češtiny dostalo přes francouzštinu a angličtinu a jeho kořen pochází z latinského slova pars (část); slovo partner znamená v obecném významu účastník, společník, podílník.

## Právní obsah a formy
Obdobné právní instituty existují i v řadě dalších zemí; přestože se názvy a právní úpravy v jednotlivých zemích liší, uzavření takového svazku v jednom státě je zpravidla právní překážkou pro uzavření obdobného svazku nejen v tomtéž, ale i v jiném státě, stejně jako pro uzavření manželství. V některých zemích (Belgie, Nizozemí, Španělsko, Švédsko, Norsko, Portugalsko) je právní institut svazku osob téhož pohlaví totožný s institutem manželství, ve Francii mají právo uzavřít registrované partnerství (nazývané občanský pakt solidarity) i dvojice osob opačného pohlaví, v letech 2000–2003 platila podobná úprava i v Belgii a snahy o rovnoprávnost heterosexuálních svazků s homosexuálními se objevují i v dalších zemích. Ve Francii bylo v roce 2009 95 procent ze všech párů, které nově uzavřely občanský pakt solidarity, heterosexuálních. Jako historickou analogii tohoto moderního institutu zmínil John Boswell speciální obřad, který ve středověku existoval ve východních církvích pro citově sblížené dvojice, nazývaný adelfopoiésis či bratotvorenije (do češtiny překládaný jako „svátost sbratření“), se silným důrazem na duchovní stránku vztahu („tito dva služebníci Tvoji zamilovali si jeden druhého láskou duchovní“).
Zavedením institutu registrovaného partnerství není dotčeno právo uzavírat libovolná neregistrovaná partnerství či žít ve zvolené formě soužití (konkubinát, společná domácnost, vzájemná či jednostranná péče, postavení druha či družky atd.). Úřední registrace svazku je spojena s přijetím speciálního zákonem určeného okruhu povinností, omezení, práv či výhod, činí soužití průkaznějším a je považována i za známku toho, že stát uznává význam a hodnotu takového svazku. Institut má některé rysy obdobné manželství, ovšem obvykle s nižším rozsahem práv a povinností. Registrované partnerství odvozuje své poslání především z funkce rodiny a vztahu mezi manželi, zejména z hlediska vzájemné péče a domácího soužití, zatímco s obchodními, zájmovými, náboženskými, politickými či přátelskými formami vztahů a soužití obvykle institut spojován nebývá. Ve francouzském modelu je však hojně využíváno jako nižší, méně závazná obdoba manželství a bývá zmiňováno i využití pro soužití a vzájemnou péči osob bez sexuálního vztahu.[zdroj?]

## Registrované partnerství v Česku
V Česku byl zákon o registrovaném partnerství v parlamentu navrhován v různých podobách od 90. let 20. století. V roce 1998 Poslanecká sněmovna zamítla v prvním čtení první ucelený poslanecký návrh zákona o registrovaném partnerství osob téhož pohlaví z roku 1997. V roce 1999 sněmovna zamítla další poslanecký návrh zákona o partnerském soužití osob téhož pohlaví. V roce 2001 vláda Miloše Zemana předložila parlamentu vlastní návrh zákona o partnerském soužití osob stejného pohlaví, vypracovaný z pověření vlády ministrem spravedlnosti Jaroslavem Burešem, avšak poslanecká sněmovna jej vrátila vládě k dopracování, k čemuž pak už kvůli parlamentním volbám nedošlo. Nový návrh zákona o registrovaném partnerství upravila až v roce 2004 vláda Vladimíra Špidly, ale k projednání do parlamentu jej nepředložila. Mírně upravenou verzi vládního návrhu, připravenou ve spolupráci se zástupci Gay a lesbické ligy, předložila 20. dubna 2004 skupina 9 poslanců, ten však byl v únoru 2005 sněmovnou zamítnut.
Až další poslanecký návrh z dubna 2005 byl schválen Poslaneckou sněmovnou 16. prosince 2005 a pak Senátem 26. ledna 2006. Prezident Václav Klaus však zákon vetoval. Veto bylo nakonec přehlasováno poslaneckou sněmovnou dne 15. března 2006. Institut registrovaného partnerství tak v ČR začal platit od 1. července 2006, kdy nabyl účinnosti zákon č. 115/2006 Sb., o registrovaném partnerství a o změně některých souvisejících zákonů. V roce 2008 byl zákon novelizován, šlo spíše o právně-technickou změnu.
Podle českého práva trvající registrované partnerství bránilo až do roku 2016 tomu, aby se některý z partnerů stal osvojitelem dítěte. Rada vlády pro lidská práva shledala takové ustanovení diskriminačním a vyzvala ministra pro lidská práva, aby předložil vládě návrh na nápravu tohoto stavu. V roce 2015 se tato právní překážka stala na návrh Městského soudu v Praze předmětem přezkumu Ústavního soudu, který v červnu 2016 zrušil ustanovení § 13 odst. 2 zákona o registrovaném partnerství, jenž osvojení bránilo, neboť jej shledal rozporným s právem na lidskou důstojnost, s právem na soukromý život a se zákazem diskriminace. Nově tak bylo umožněno osobě žijící v registrovaném partnerství adoptovat dítě, občanský zákoník ale i nadále vylučoval společnou adopci (joint adoption). Někteří politici a odborníci prosazovali místo speciálního institutu pro dvojice osob stejného pohlaví, výkladem asociovaného s homosexuální orientací, šíře pojatý institut, který by nebyl vázaný na pohlaví partnerů.
Do konce roku 2010, za 4,5 roku platnosti zákona se v Česku registrovalo 1 111 párů, z toho více než 2/3 mužských. 26 partnerství bylo uzavřeno v zahraničí. 66 svazků bylo právně ukončeno. K 31. 12. 2019 vstoupilo v ČR do RP 3 625 párů, z toho 2 207 mužských a 1 418 ženských. Za tu dobu se jich také již 915 rozešlo. Z dostupných dat nebylo zřejmé, jestli se páry rozcházejí úmrtím, nebo „rozvodem“. Do roku 2011 počet párů vstupujících do RP klesal, od té doby mírně rostl s výraznějším skokovým nárůstem v roce 2016, kdy začalo vstupovat i výrazněji více ženských párů než do té doby. To mohlo souviset mimo jiné se snahou o právní změny (např. prosazení tzv. přiosvojení předloženého Poslanecké sněmovně již roku 2013). Násobně více párů uzavíralo partnerství v Praze, dlouhodobě více mužských než ženských párů. Od roku 2018 vstupovalo do RP prakticky ve všech krajích vyjma Prahy více ženských párů. Partnerky uzavírající partnerství byly v průměru mladší než mužští partneři (33 oproti 37 letům). Oproti manželstvím mají obzvláště mužské registrované páry častěji vyšší věkový rozdíl mezi partnery (tzv. věková homogamie).
Od ledna 2024 bylo umožněno registrované partnerství uzavřít na jakémkoliv matričním úřadu, což bylo dříve omezeno jen na úřady v krajských městech.

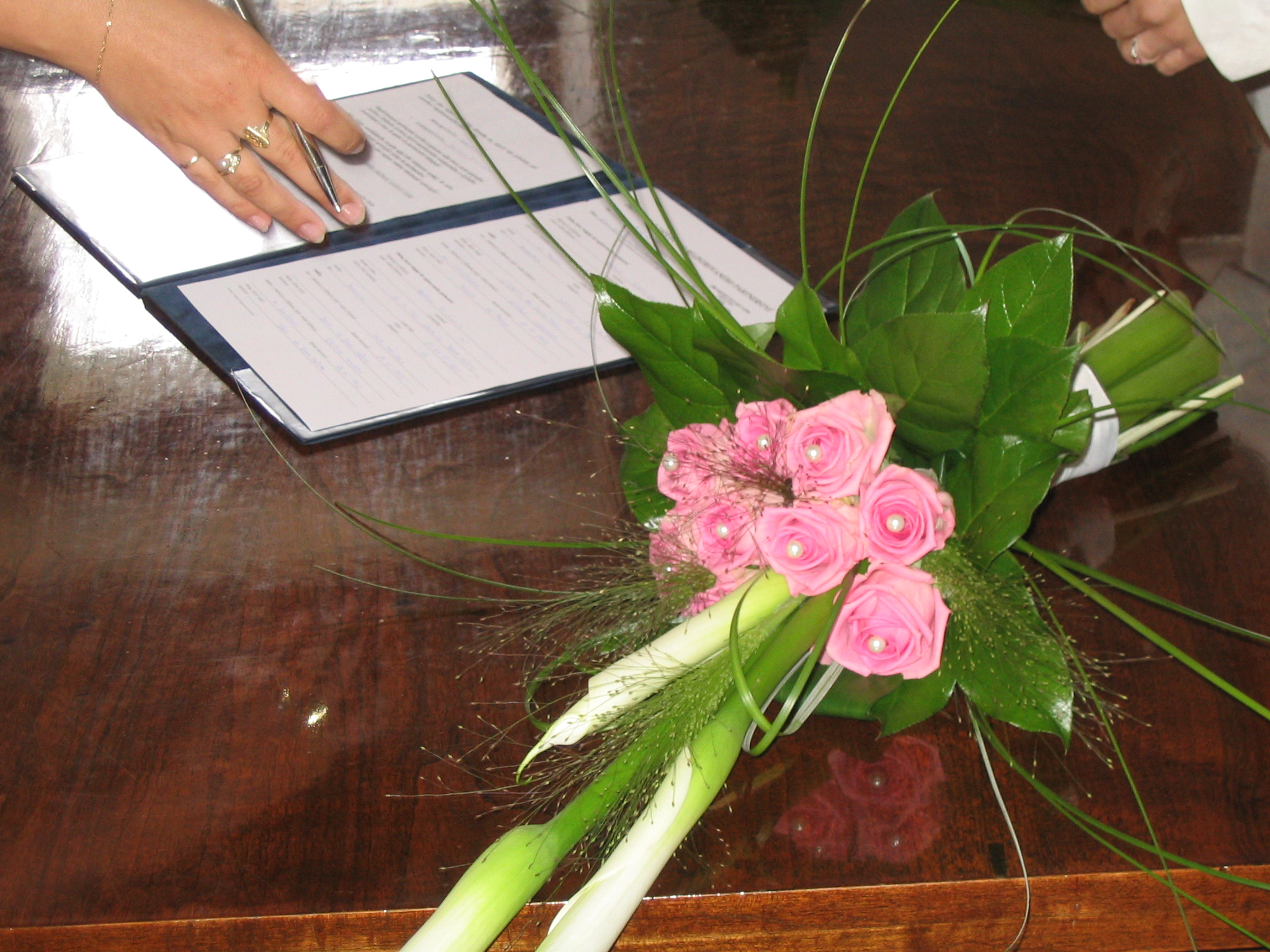
Prohlášení o uzavření registrovaného partnerství

### Vznik a zánik
Registrované partnerství v Česku mohou uzavřít dvě dospělé osoby stejného pohlaví (dvě ženy nebo dva muži), z nichž aspoň jedna má české státní občanství. Uzavírá se před matričním úřadem, kde partneři činí prohlášení, jež může, ale nemusí proběhnout veřejným a slavnostním způsobem. Úřad pak provede zápis do knihy registrovaného partnerství a vydá doklad o registrovaném partnerství. Tento stav se partnerům zapisuje i do občanského průkazu. Uzavření partnerství brání trvající manželství nebo registrované partnerství některého z partnerů.
Partnerství zaniká úmrtím, prohlášením za mrtvého, změnou pohlaví nebo rozhodnutím soudu o jeho zrušení, a to po vzájemné dohodě nebo i jen na žádost jednoho z partnerů, pokud ten prokáže, že partnerský vztah již fakticky netrvá.

### Práva a povinnosti
Registrované partnerství zakládá partnerům řadu práv i povinností a promítá se do mnoha oblastí života. Jde zejména o:
- společné záležitosti partnerství (partneři jsou zavázáni řešit společně věci týkající se jejich soužití)
- zastupování (partneři se mohou zastupovat v běžných záležitostech, např. převzít dopis, půjčit knihu, zrušit rezervaci hotelu apod. a jednáním jednoho partnera jsou zavázání oba)
- vyživovací povinnost (oba partneři by měli dle zákona sdílet stejnou životní úroveň a jsou povinni se k tomu vzájemně podporovat; rovněž po skončení partnerství může jeden z partnerů za určitých okolností požadovat výživné)
- majetkové vztahy (partnerům nevzniká společné jmění a věci pořízené během partnerství nabývají buď do individuálního vlastnictví, nebo do podílového spoluvlastnictví rovným dílem)
- nájem bytu (automaticky nevzniká ani společný nájem bytu a partneři jsou odkázáni na dohodu s pronajímatelem, partner však má právo užívat bytu druhého partnera a po úmrtí dojde k přechodu nájmu na pozůstalého partnera)
- dědění a právo domáhat se ochrany osobnosti (pozůstalý partner dědí ze zákona v první dědické skupině stejným dílem spolu s dětmi zesnulého, v případě bezdětnosti dědí ve druhé dědické skupině spolu s rodiči zesnulého, a to nejméně polovinu dědictví; může také uplatňovat právo na ochranu osobnosti zemřelého partnera)
- informace o zdravotním stavu (lékaři mohou partnera informovat o povaze onemocnění a potřebných lékařských výkonech)
- institut osoby blízké (partneři jsou automaticky chápáni jako osoby blízké, což se promítá do řady dalších oblastí; na rozdíl od nesezdaného páru k tomu nemusí prokazovat splnění dalších podmínek)
- zaměstnanost a hledání zaměstnání (místo výkonu a povahu zaměstnání partnera musí brát úřad práce v úvahu při hledání zaměstnání)
- společně posuzované osoby (pro účely poskytování některých sociálních dávek se partneři považují za společně posuzované osoby)
- živnost (partner může pokračovat v živnosti zesnulého partnera, je-li dědicem živnosti anebo spoluvlastníkem majetku užívaného k provozování živnosti)
- trestní právo a daňové řízení (partner může zvolit svému partneru obhájce, podat odvolání proti odsuzujícímu rozsudku, odepřít svědeckou výpověď proti svému partneru; dopustí-li se trestného činu na svém partnerovi, může být stíhán jen s jeho souhlasem)
- vztah k dětem (partnerství nemůže být důvodem k odnětí dětí biologickému rodiči, druhý partner je povinen chránit zájem dítěte a podílet se na výchově, žijí-li ve společné domácnosti; jednomu z partnerů může být dítě svěřeno do pěstounské péče, může se stát poručníkem a od roku 2016 může také individuálně osvojit dítě (např. z ústavní péče); není možné tzv. přiosvojení, tedy adopce dítěte partnerem/partnerkou biologického rodiče žijícího v RP, který/která se zapíše buď na volné místo v rodném listě (má-li tam dítě jen jenoho rodiče), nebo nahradí jednoho z biologických rodičů (po jeho úmrtí či souhlasu) stejně, jak je to možné v manželství); v RP není možná společná adopce ani pěstounství oběma partnery[16]; přístup k umělému oplodnění je možný u lesbických párů, pokud zatají svůj vztah a jedna z partnerek předstírá s nějakým mužem neplodný heterosexuální pár[19])

## Registrované partnerství v Evropě
Evropský soud pro lidská práva v roce 2010 konstatoval, že registrované partnerství není univerzálním lidským právem a smluvní státy Úmluvy o ochraně lidských práv a základních svobod nemají povinnost jej umožňovat uzavřít. Zavedení či nezavedení registrovaného je věcí svobodného uvážení konkrétních států. Vzhledem k poměru hlasů soudců 4:3 a významu tématu lze očekávat, že věc bude řešit velký senát ESLP.
Registrované partnerství je uzákoněno v následujících zemích:
- Dánsko (1989, od roku 2012 stejnopohlavní manželství, též adopce dětí)
- Norsko (1993, od roku 2009 stejnopohlavní manželství, též adopce dětí)
- Švédsko (1994, od roku 2009 stejnopohlavní manželství, též adopce dětí)
- Island (1996, od roku 2010 stejnopohlavní manželství, též adopce dětí)
- Grónsko (1996, od roku 2015 stejnopohlavní manželství, též adopce dětí)
- Maďarsko (1996 pouze jako druh-družka, od roku 2009 registrované partnerství)
- Nizozemsko (1998, od roku 2001 stejnopohlavní manželství, též adopce dětí)
- Španělsko (1998, od roku 2005 stejnopohlavní manželství, též adopce dětí)
- Francie (1999, tzv. pakt solidarity jako druh-družka; od roku 2013 stejnopohlavní manželství, též adopce dětí)
- Belgie (2000, od roku 2003 stejnopohlavní manželství)
- Německo (2001, od roku 2017 stejnopohlavní manželství, též adopce dětí)
- Portugalsko (2001, pouze jako druh-družka, od roku 2010 stejnopohlavní manželství,[24] od února 2016 též adopce dětí[25])
- Finsko (2002, od 1. března 2017 stejnopohlavní manželství, též adopce dětí)
- Chorvatsko (2003, pouze jako druh-družka, od roku 2014 jako registrované partnerství,[26] možný poručenský vztah k dítěti partnera)
- Lucembursko (2004, tzv. občanské partnerství jako druh-družka; od roku 2014 stejnopohlavní manželství,[27] též adopce dětí)
- Spojené království (2005, též společná adopce a adopce dítěte partnera od r. 2005 v Anglii a Walesu, od r. 2009 ve Skotsku, a od r. 2013 v Severním Irsku,[28] od roku 2014 stejnopohlavní manželství v Anglii, Walesu a Skotsku)
- Andorra (2005, partnerství bez ohledu na pohlaví)
- Švýcarsko (2005, kanton Curych od roku 2002, v celém Švýcarsku od r. 2007, adopce dítěte partnera od r. 2016, od r. 2022 stejnopohlavní manželství, též adopce dětí)
- Česko (2006, návrh zákona, který by umožnil adopci dítěte partnera, je v Poslanecké sněmovně PČR od září 2014, od června 2016 je možná individuální adopce osobou žijící v registrovaném partnerství, společná není možná)[29]
- Slovinsko (2006), od r. 2011 též adopce dítěte partnera, stejnopohlavní manželství spolu se společnou adopcí schválené Národním shromážděním v březnu 2015 pozastaveno kvůli prosincovému referendu)
- Rakousko (2010, od 1. ledna 2019 stejnopohlavní manželství, společná adopce dětí od 1. ledna 2016, adopce dítěte partnera od r. 2013, od r. 2019 stejnopohlavní manželství, též adopce dětí)
- Irsko (2011[30], od r. 2015 po kladném výsledku květnového referenda stejnopohlavní manželství, též adopce dětí)
- Lichtenštejnsko (2011)[31]
- Man (2011)[32]
- Gibraltar (2014)[33]
- Malta (2014, od roku 2017 stejnopohlavní manželství, též adopce dětí)[34]
- Chorvatsko (2014)
- Estonsko (Od 1. 1. 2016 s možností adopce dítěte partnera, od 1. 1. 2024 stejnopohlavní manželství, též adopce dětí)
- Řecko (2015)
- Kypr (2015)
- Itálie (2016, dříve pouze podpůrná právní úprava na regionální úrovni, italské soudy mohou v individuálních případech povolit adopci dítěte partnera)
- Černá Hora (2021)[35]
- Lotyšsko (2022)[36]

Rakouský právník Helmut Graupner zastupoval v roce 2010 klienty, kteří se domáhali práva na registrované partnerství osob různého pohlaví, ale zastupoval též stejnopohlavní páry, které se domáhaly práva na manželství. Rakouský Ústavní soud v roce 2003 manželství homosexuálů zamítl s tím, že posláním manželství je reprodukce, proti čemuž Graupner namítá, že manželství uzavírají i páry zcela neplodné a řada manželství zůstává do smrti bezdětná.

## Mimoevropské země
Registrované partnerství nebo obdobný institut vymezující práva a povinnosti pro soužití stejnopohlavních párů je uzákoněn v těchto mimoevropských zemích:
- Argentina (2003, od roku 2010 stejnopohlavní manželství)[38]
- Austrálie (federální zákon o neregistrovaném de facto soužití + různá právní úprava v jednotlivých státech a teritoriích, stejnopohlavní manželství legální od 9. prosince 2017 po kladném výsledku nezávazného plebiscitu)
- Bolívie (Registrované partnerství od roku 2020)
- Brazílie (2004, od roku 2013 stejnopohlavní manželství)
- Chile (od 22. listopadu 2015)
- Ekvádor (2009, od roku 2019 stejnopohlavní manželství, bez adopce dětí[39])
- Izrael (neregistrované soužití od r. 1994, uznává se zahraniční manželství)
- Japonsko (certifikát o partnerství v některých městech a prefekturách; partnerství nebo manželství uzavřené v zahraničí uznávané v imigračních zákonech)
- Jižní Afrika (neregistrované soužití od r. 1999, od r. 2006 registrované partnerství i stejnopohlavní manželství, též adopce dětí)
- Kanada (2001 Nové Skotsko, 2002 Québec, od r. 2005 federálně uznané stejnopohlavní manželství)
- Kolumbie (2007, od dubna 2016 stejnopohlavní manželství)
- Kostarika (stejnopohlavní svazky uznávány v určitých aspektech, návrh zákona o registrovaném partnerství předložen)
- Mexiko (pouze hlavní město Mexico City – 2006 a stát Coahuila – 2007)
- Nový Zéland (2005, od r. 2013 stejnopohlavní manželství)
- Spojené státy americké (22. červen 2015 – mimo Americkou Samou, předtím různé právní úpravy v jednotlivých státech)
- Tchaj-wan (registrované partnerství v některých městech a obcích, od 24. května 2017 stejnopohlavní manželství)
- Uruguay (2005, od roku 2013 stejnopohlavní manželství)[40]
- Venezuela Pouze v Meridě